# Famille von Baudissin
 (janvier 2015).
Si vous disposez d'ouvrages ou d'articles de référence ou si vous connaissez des sites web de qualité traitant du thème abordé ici, merci de compléter l'article en donnant les références utiles à sa vérifiabilité et en les liant à la section « Notes et références ».
La famille von Baudissin est une famille de la noblesse immémoriale originaire de Haute Lusace. C'est en 1455 qu'est mentionné un Nickel von Baudissin de Solschwitz.

## Histoire
La famille descend de ministériels de la Maison de Wettin qui prennent leur nom de la ville actuelle de Bautzen (jusqu'en 1868: Budissin). Depuis la guerre de Trente Ans ses membres qui se nomment von Baudissin et parfois von Bauditz font partie de la noblesse du Holstein.
Ils sont élevés au rang de comte par Frédéric-Auguste de Saxe en 1741. Deux lignées se divisent à la fin du XVIIIe siècle, celle des Baudissin de Knoop dans le Schleswig et celle des Baudissin de Rantzau (de) dans le Holstein. Cette dernière fonde la branche des Baudissin de Zinzendorf (de), puis des Baudissin-Zinzendorf-Pottendorf. Il existe aussi une branche danoise, les Baudissin de la branche Bauditz, qui a diverses entrées dans le livre de la noblesse danoise (Danmarks Adels Aarbog) entre 1909 et 1959.

## Personnalités
- Wolf Heinrich von Baudissin (1579-1646), Feldmaréchal pendant la guerre de Trente Ans.
- Comte Heinrich Friedrich von Baudissin (de) (1753-1818), général de l'armée danoise et ambassadeur à Berlin.
- Comte Wolf Heinrich Friedrich Karl von Baudissin (1789-1878), diplomate allemand au service de la couronne de Danemark, écrivain et traducteur.
- Otto Friedrich Magnus von Baudissin (de) (1792-1865), colonel de la guerre des Duchés.
- Thekla von Baudissin (de) (1812-1885), femme de lettres.
- Sophie von Baudissin (1817-1894), femme de lettres.
- Asta von Baudissin (de) (1817-1904), femme de lettres.
- Comte Adelbert Heinrich von Baudissin (de) (1820-1871), écrivain, journaliste et éditeur.
- Comte Eduard von Baudissin (de) (1823-1905), député du Reichstag.
- Comte Traugott von Baudissin (de) (1831-1905), juriste, président du district d'Oppeln et du district de Magdebourg.
- Comte Nikolaus von Baudissin (de) (1838-1917), administrateur de l'arrondissement de Schivelbein (de)
- Comte Wolf Wilhelm von Baudissin (de) (1847-1926), théologien luthérien et écrivain.
- Comte Friedrich von Baudissin (1852-1921), amiral de la Kaiserliche Marine.
- Comte Wolf Ernst Hugo Emil von Baudissin (1867-1926), militaire et écrivain, sous le nom de plume de baron von Schlicht.
- Annie von Baudissin (de) (1868-1915), femme de lettres.
- Eva von Baudissin (de) (1869-1943), femme de lettres.
- Comte Theodor von Baudissin (de) (1874-1950), juriste, président du district de Marienwerder.
- Comte Klaus von Baudissin (1891-1961), SS-Oberführer et historien d'art, commissaire de l'exposition sur l'Art dégénéré.
- Comte Wolf von Baudissin (de) (1907-1993), militaire.
- Comte Georg von Baudissin (1910-1992), diplomate.

## Domaines

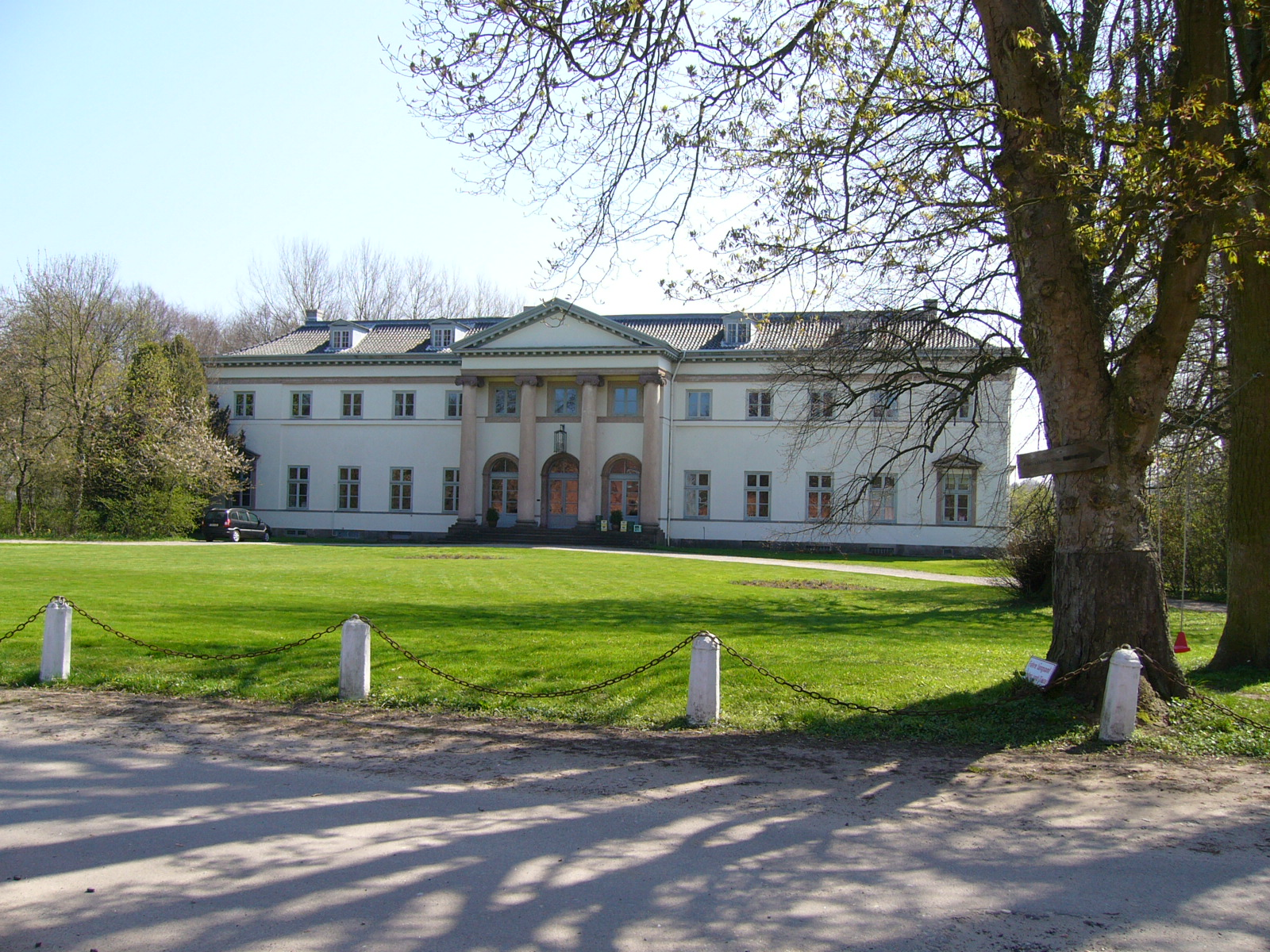
Vue du manoir de Knoop

- Manoir de Knoop
- Manoir de Schierensee